# Dasiops
Dasiops är ett släkte av tvåvingar. Dasiops ingår i familjen stjärtflugor.

## Dottertaxa tillDasiops, i alfabetisk ordning[1][2]
- Dasiops aculeolus
- Dasiops aerugifrons
- Dasiops aethiopicus
- Dasiops africus
- Dasiops ahusatus
- Dasiops aithalodus
- Dasiops akidosus
- Dasiops albiceps
- Dasiops aldrichi
- Dasiops alveofrons
- Dasiops amplissimus
- Dasiops anasillus
- Dasiops anepsiosus
- Dasiops appendiculatus
- Dasiops appendiculus
- Dasiops argentarius
- Dasiops argutus
- Dasiops arkansensis
- Dasiops armata
- Dasiops aspredifrons
- Dasiops aureolus
- Dasiops aurulentus
- Dasiops bakeri
- Dasiops barbiellini
- Dasiops basutus
- Dasiops belonidius
- Dasiops bennetti
- Dasiops borealis
- Dasiops bosqui
- Dasiops bourquini
- Dasiops brevicornis
- Dasiops bruneri
- Dasiops brunnealatus
- Dasiops calvus
- Dasiops caustonae
- Dasiops ceres
- Dasiops chaetiosus
- Dasiops chiesai
- Dasiops chillcotti
- Dasiops chotanus
- Dasiops clarionus
- Dasiops concavifrons
- Dasiops congoensis
- Dasiops coracinus
- Dasiops criddlei
- Dasiops crossi
- Dasiops crucivibrissus
- Dasiops curubae
- Dasiops dentatus
- Dasiops diklistilus
- Dasiops discissus
- Dasiops dreisbachi
- Dasiops duida
- Dasiops ensifer
- Dasiops exemptus
- Dasiops facialis
- Dasiops fastidius
- Dasiops fervidus
- Dasiops fidus
- Dasiops floridensis
- Dasiops frieseni
- Dasiops fumigatus
- Dasiops gracilis
- Dasiops grioti
- Dasiops hastulatus
- Dasiops hellas
- Dasiops hennigi
- Dasiops hirtifacies
- Dasiops inca
- Dasiops inedulis
- Dasiops inyanga
- Dasiops karneri
- Dasiops kinabalu
- Dasiops laticeps
- Dasiops latifrons
- Dasiops latiterebra
- Dasiops lineellus
- Dasiops longulus
- Dasiops luridipennis
- Dasiops minuscula
- Dasiops mochii
- Dasiops mucronatus
- Dasiops munroi
- Dasiops neospatiosus
- Dasiops nigropedis
- Dasiops nudiscutus
- Dasiops obscurcus
- Dasiops occultus
- Dasiops orientalis
- Dasiops passifloris
- Dasiops paulistana
- Dasiops penealbiceps
- Dasiops perpropinquus
- Dasiops peruana
- Dasiops phaeolepis
- Dasiops phrikosifrons
- Dasiops pilonotus
- Dasiops plaumanni
- Dasiops plumata
- Dasiops plumeus
- Dasiops profusus
- Dasiops quadrisetosus
- Dasiops rectivena
- Dasiops relictus
- Dasiops rugicavus
- Dasiops rugifrons
- Dasiops rugulosus
- Dasiops ruidifrons
- Dasiops sagittiferus
- Dasiops saltans
- Dasiops sexdorcentrus
- Dasiops shewelli
- Dasiops sicatus
- Dasiops solivagus
- Dasiops spathistilus
- Dasiops spatiosus
- Dasiops stuckenbergi
- Dasiops subandina
- Dasiops subulatus
- Dasiops superciliosus
- Dasiops trichosa
- Dasiops trichosternalis
- Dasiops uruguayensis
- Dasiops velvetus
- Dasiops vibrissatus
- Dasiops vibrissifer
- Dasiops villiplatus
- Dasiops xanthopes
- Dasiops yepezi